# Keulenwespen
Die weltweit etwa 80 Arten der Keulenwespen (Sapygidae) zählen zur Insektenordnung der Hautflügler (Hymenoptera). Innerhalb dieser stehen sie in der Überfamilie Vespoidea, den Faltenwespenartigen, in der Unterordnung der Taillenwespen (Apocrita). Die Weibchen aller Sapygidae haben ein besonders ausgebildetes, am Ende konisch ausgebildetes sechstes Sternit des Metasomas, aus dem der Legestachel (Ovipositor) austritt.
Die Vertreter der Unterfamilie Sapyginae haben deutlich keulenartige Fühler und sind die eigentlichen Namensgeber für den deutschen Trivialnamen. Die aus dem Ei schlüpfenden Larven leben als Kleptoparasiten bei Solitärbienen (beispielsweise bei Mauerbienen oder Holzbienen). Sie verzehren zunächst das Ei des Wirtes und anschließend die Vorräte, welche für die Wirtslarve bestimmt waren.
Über die Lebensweise der Arten der Unterfamilie Fedtschenkiinae ist nichts bekannt. Die Weibchen haben an den Vorderbeinen einen auffälligen Grabkamm. Es sind bisher nur wenige Arten aus Asien und Nordamerika bekannt.

## Arten (Auswahl)
- Gemeine Keulenwespe (Monosapyga clavicornis)
- Sapygina decemguttata
- Sapyga quinquepunctata
- Sapyga similis